# Kanasch (Kaliningrad)
Kanasch (russisch Канаш, deutsch Jurgaitschen, 1938 bis 1945 Königskirch, litauisch Jurgaičiai) ist ein Ort in der russischen Oblast Kaliningrad und gehört zur kommunalen Selbstverwaltungseinheit Stadtkreis Neman im Rajon Neman.

## Geographische Lage
Kanasch liegt am Flüsschen Buduppe (1938 bis 1946: Trappenfließ, russisch: Budarka), 15 Kilometer südwestlich der Kreisstadt Neman (Ragnit). Durch den Ort verläuft eine Nebenstraße (27K-186), die Schilino (Szillen, 1936 bis 1946 Schillen) mit Nowokolchosnoje (Sandlauken, 1938 bis 1946 Sandfelde) an der russischen Fernstraße A 216 (einstige deutsche Reichsstraße 138, heute auch Europastraße 77) verbindet und weiter bis in die Nachbarkreisstadt Slawsk (Heinrichswalde) führt. Innerorts enden zwei kleinere Straßen aus nördlicher Richtung von Sowetsk (Tilsit) über Wetrowo (Woydehnen, 1938 bis 1946 Wodehnen) und Artjomowka (Argeningken, 1938 bis 1946 Argenau) sowie aus südlicher Richtung von der Ortsstelle Schilowo (Schillupischken, 1938 bis 1946 Fichtenfließ, heute nicht mehr existent) über Duminitschi (Giggarn, 1938 bis 1946 Girren).
Die nächste Bahnstation ist Artjomowka an der – augenblicklich allerdings nicht betriebenen – Bahnstrecke Tschernjachowsk–Sowetsk (Insterburg–Tilsit).

## Geschichte
Die erstmalige urkundliche Erwähnung des seinerzeit Jurgaitschen genannten Dorfes ist nicht bekannt. 1785 wird der Ort als Jurgaitschen, melirt Dorf an der Buduppe, 2 Windmühlen, 11 Feuerstellen beschrieben. Seit 1845 Kirchdorf und mit einer Schule mit zwei Klassenzimmern sowie einer Fortbildungsschule (später „Berufsschule“ genannt) versehen, hatte der Ort überregionale Bedeutung. Diese verstärkte sich noch, als Jurgaitschen 1874 Sitz und damit namensgebend für einen neu errichteten Amtsbezirk wurde, der – 1939 in „Amtsbezirk Königskirch“ umbenannt – bis 1945 bestand und zum Kreis Ragnit, ab 1922 zum Landkreis Tilsit-Ragnit im Regierungsbezirk Gumbinnen der preußischen Provinz Ostpreußen gehörte. Im Jahre 1910 zählte Jurgaitschen 298 Einwohner.
In den 1920er Jahren wuchs die Landgemeinde Jurgaitschen um die eingemeindeten (heute nicht mehr existenten) Nachbardörfer Klischwethen (1938 bis 1946 Klischenfeld, russisch: Kaschino), Sprokinnen (bis 1913 Sprukinnen, 1938 bis 1946 Rokingen), Klein Oschkinnen (1938 bis 1946 Kleinossen) und Puppen. Die Einwohnerzahl stieg bis 1933 auf 512 und betrug 1939 noch 505.
Jurgaitschen wurde am 3. Juni – amtlich bestätigt am 16. Juli – des Jahres 1938 in Anspielung auf die Anwesenheit Königs Friedrich Wilhelm IV. bei der Grundsteinlegung der Kirche am 1. Juni 1841 in „Königskirch“ umbenannt. 
Die stetige wirtschaftliche Aufwärtsentwicklung des Dorfes fand ihr Ende im Zweiten Weltkrieg, als im November 1944 der Ort geräumt werden musste und im Januar 1945 von der Roten Armee besetzt wurde. Das Dorf wurde wie alle nordostpreußischen Orte der Sowjetunion zugeordnet und erhielt 1947 die russische Bezeichnung „Kanasch“. Der Ort wurde nach der Herkunft der Neusiedler nach der Stadt Kanasch in Tschuwaschien benannt. Gleichzeitig wurde der Ort Sitz eines Dorfsowjets im Rajon Sowetsk. Von 1954 bis etwa 1997 gehörte der Ort zum Dorfsowjet Nowokolchosnenski selski Sowet. Dann wurde Kanasch (wieder) Sitz eines Dorfbezirks. Von 2008 bis 2016 gehörte der Ort zur Landgemeinde Schilinskoje selskoje posselenije und seither zum Stadtkreis Neman. 

### Amtsbezirk Jurgaitschen/Königskirch (1874–1945)
Der Amtsbezirk Jurgaitschen (ab 1939: Amtsbezirk Königskirch) bestand zwischen 1874 und 1945. Anfangs gehörten zu ihm 21 Dörfer, am Ende waren es noch 15:
| Name                             | Änderungsname 1938 bis 1946 | Russischer Name                             | Bemerkungen                              |
| -------------------------------- | --------------------------- | ------------------------------------------- | ---------------------------------------- |
| Budupönen                        | Freihöfen                   |                                             |                                          |
| Giggarn                          | Girren                      | Duminitschi                                 |                                          |
| Giggarn-Skerswethen              | Garnen                      |                                             |                                          |
| Groß Skattegirren                | Groschenweide               | Otradnoje, 2012: Urotschischtsche Otradnoje | 1928 nach Skattegirren eingegliedert     |
| Grünheide                        |                             |                                             | vor 1908 umgegliedert                    |
| Grünheide, Forst                 |                             |                                             | vor 1908 umgegliedert                    |
| Jurgaitschen                     | Königskirch                 | Kanasch                                     |                                          |
| Kaiserau                         |                             |                                             |                                          |
| Kermuscheiten                    | Kermen (Ostpr.)             |                                             |                                          |
| Klein Oschkinnen                 | Kleinossen                  |                                             | 1930 nach Jurgaitschen eingegliedert     |
| Klein Skattegirren               | Kleingroschenweide          |                                             | 1928 nach Skattegirren eingegliedert     |
| Klischwethen                     | Klischenfeld                | Kaschino                                    | 1920 (?) nach Jurgaitschen eingegliedert |
| Laugallen, Ksp. Jurgaitschen     | Martinsrode                 |                                             |                                          |
| Odaushöfchen                     |                             |                                             | 1928 nach Skattegirren eingegliedert     |
| Schaulwethen                     | Lichtenhöhe                 | Scheweljowo                                 |                                          |
| Schillupischken                  | Fichtenfließ                | Schilowo                                    |                                          |
| Skeppetschen                     | Ellerngrund                 |                                             |                                          |
| Sprokinnen, bis 1913: Sprukinnen | Rokingen                    |                                             | 1920 (?) nach Jurgaitschen eingegliedert |
| Turken                           |                             |                                             |                                          |
| Wersmeninken                     | Angerbrunn                  |                                             |                                          |
| Wittgirren                       | Berginswalde                |                                             |                                          |
| nach 1892: Puppen (teilw.)       |                             |                                             | 1929 nach Jurgaitschen eingegliedert     |
| nach 1892: Lieparten (teilw.)    |                             | Lopaljowo                                   |                                          |

### Kanaschski selski Sowet 1947–1954
Der Dorfsowjet Kanaschski selski Sowet (ru. Канашский сельский Совет) wurde im Juni 1947 eingerichtet. Im Jahr 1954 wurde der Dorfsowjet wieder aufgelöst und an den Nowokolchosnenski selski Sowet angeschlossen.
| Ortsname                      | Name bis 1947/50                                | Jahr der Umbenennung |
| ----------------------------- | ----------------------------------------------- | -------------------- |
| Artjomowka (Артёмовка)        | Argeningken-Graudzen, 1938–1945: „Argenhof“     | 1947                 |
| Budjonnowskoje (Будённовское) | Budeningken, 1938–1945: „Budingen“              | 1950                 |
| Chochlowo (Хохлово)           | Skambracken, 1938–1945: „Brakenau“              | 1950                 |
| Duminitschi (Думиничи)        | Girren, 1938–1945: „Giggarn“                    | 1950                 |
| Grusdewo (Груздево)           | Groß Brettschneidern                            | 1947                 |
| Kamyschewka (Камышевка)       | Oschnaggern, 1938–1945: „Aggern“                | 1950                 |
| Kanasch (Канаш)               | Jurgaitschen, 1938–1945: „Königskirch“          | 1947                 |
| Kaschino (Кашин)              | Klischwethen, 1938–1945: „Klischenfeld“         | 1947                 |
| Kaschirino (Каширино)         | Schillgallen-Kauschen, 1938–1945: „Fichtenende“ | 1950                 |
| Kroty (Кроты)                 | Taurothenen, 1938–1945: „Tauern“                | 1950                 |
| Loparjowo (Лопарёво)          | Lieparten                                       | 1950                 |
| Obrutschewo (Обручево)        | Groß Wingsnupönen, 1938–1945: „Großwingen“      | 1950                 |
| Ostaschewo (Осташево)         | Groß Oschkinnen, 1938–1945: „Großossen“         | 1950                 |
| Otradnoje (Отрадное)          | Groß Skattegirren, 1938–1945: „Groschenweide“   | 1950                 |
| Roschtschino (Рощино)         | Kartzauningken, 1938–1945: „Fichtenwalde“       | 1950                 |
| Schepetowka (Шепетовка)       | Schillkojen, 1938–1945: „Auerfließ“             | 1947                 |
| Scherstnjowo (Шерстнёво)      | Skardupönen, 1938–1945: „Scharden“              | 1950                 |
| Scheweljowo (Шевелёво)        | Schaulwethen, 1938–1945: „Lichtenhöhe“          | 1950                 |
| Schilowo (Шилово)             | Schillupischken, 1938–1945: „Fichtenfleiß“      | 1947                 |
| Skripatschowo (Скрипачёво)    | Klipschen-Rödszen                               | 1950                 |

### Kanaschski selski okrug 1998–2008
Der Dorfbezirk Kanaschski selski okrug (ru. Канашский сельский округ) wurde vermutlich im Jahr 1997 oder 1998 eingerichtet. Seine beiden Orte gehörten zuvor zum Nowokolchosnenski selski okrug. Im Jahr 2008 wurde der Dorfbezirk aufgelöst und seine Orte in die neu gebildete Landgemeinde Schilinskoje selskoje posselenije eingegliedert.
| Ortsname               | deutscher Name           |
| ---------------------- | ------------------------ |
| Duminitschi (Думиничи) | Girren/Giggarn           |
| Kanasch (Канаш)        | Jurgaitschen/Königskirch |

## Kirche

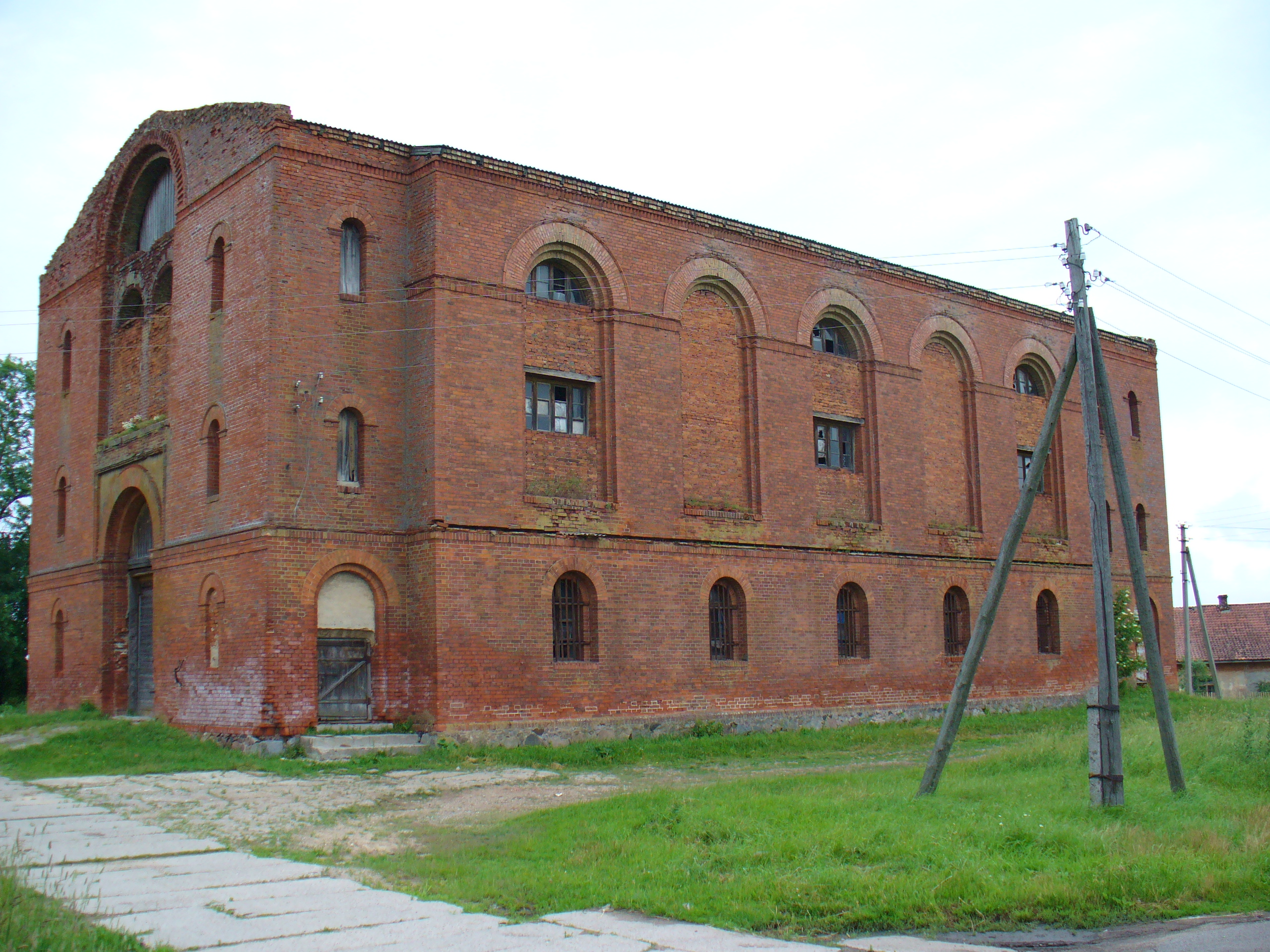
Ehemalige kirche

### Kirchengebäude
Bei der Kirche Jurgaitschen handelt es sich um eine 1841 bis 1845 errichtete Hallenkirche aus Ziegeln ohne Turm. Sie hatte doppelte Emporen, der Altar war ohne Aufsatz, und die Kanzel stand erhöht im Altarraum links. Über dem Altarraum befand sich der Schriftzug: Ehre sei Gott in der Höhe. Die Orgel mit ihren zwei Manualen und 16 Stimmen stammte aus der Erbauungszeit der Kirche.
Nach dem Krieg war die Kirche bis auf Schäden am Dach unversehrt. In den Folgejahren verfiel das Gebäude, bis man es zur Nutzung als Lagerhalle für landwirtschaftliche Produkte vorsah: der Innenraum wurde ausgeräumt und mit zwei Zwischenböden versehen.

### Kirchengemeinde
Erste Pläne zum Bau einer Kirche in Jurgaitschen gab es bereits zu Beginn des 18. Jahrhunderts. Damals schenkte König Friedrich Wilhelm I. der Gemeinde fünf Hufen für den Kirchenbau. Jedoch sollte es noch hundert Jahre bis zur Verwirklichung dauern. Im Juli 1845 fand die Einweihung der Kirche und gleichzeitig die Gründung eines eigenen Kirchspiels Jurgaitschen statt. Mehr als 50 Orte, in denen damals etwa 6.000 Gemeindeglieder wohnten, wurden ihm zugeordnet. Die Parochie gehörte zum Kirchenkreis Ragnit, wurde nach 1923 dann der Diözese Tilsit im Kirchenkreis Tilsit-Ragnit zugeordnet.
Aufgrund von Flucht und Vertreibung der einheimischen Bevölkerung in Kriegsfolge sowie aufgrund der restriktiven Religionspolitik der Sowjetunion brach das kirchliche Leben in Kanasch ein. Heute liegt das Dorf im Einzugsbereich der neu entstandenen evangelisch-lutherischen Gemeinde in Slawsk (Heinrichswalde), die zur Propstei Kaliningrad (Königsberg) der Evangelisch-lutherischen Kirche Europäisches Russland gehört.